# Estació d'Horta (FBG)
Horta va ser una estació de ferrocarril propietat de l'antiga companyia Camins de Ferro de Barcelona a Granollers situada a l'antic municipi de Sant Andreu de Palomar. L'estació es trobava a la línia Barcelona-Granollers-Girona per on actualment circulen trens de la línia R2 de Rodalies de Catalunya.
Concretament es trobava al costat de la Riera d'Horta al quilòmetre 5 de la línia de Granollers, entre les estacions del Clot i Sant Andreu Comtal. I força allunyada de l'antic municipi d'Horta. La línia es va inaugurar l'any 1854, però no es té constància d'aquest baixador fins al 1857 quan apareix en una guia de Víctor Balaguer. El 1917 va desaparèixer amb la construcció de l'estació de mercaderies de la Sagrera.